# Mildred Pierce (mini-série)
Cet article concerne la mini-série de Todd Haynes. Pour le roman de James M. Cain dont elle est adaptée, voir Mildred Pierce.
Mildred Pierce est une mini-série américaine en cinq épisodes réalisée par Todd Haynes et diffusée entre le 27 mars et le 10 avril 2011 sur HBO. Il s'agit de la seconde adaptation du livre Mildred Pierce écrit par James M. Cain après le film, Le Roman de Mildred Pierce, réalisé par Michael Curtiz en 1945 avec Joan Crawford dans le rôle-titre.
Au Québec, la mini-série a été diffusée à partir du 7 août 2011 à Super Écran puis le 7 septembre 2013 à la Télévision de Radio-Canada. En Belgique, La Une la diffuse à partir du 5 janvier 2013 en version française et La Trois à partir du 7 janvier 2013 en version originale, et en France, à partir du 6 janvier 2013 sur France 3.

## Synopsis
À vouloir tout avoir, elle finira par tout perdre. Mais pour Mildred Pierce, le succès en valait la peine. Mildred élève tant bien que mal ses deux filles dans le Los Angeles de la Grande Dépression et s'évertue à satisfaire les désirs de sa fille aînée Veda, tout en surmontant les préjugés de la société et les trahisons amoureuses.

## Fiche technique
- Réalisation : Todd Haynes
- Scénario : Todd Haynes et Jon Raymond d'après le roman de James M. Cain
- Photographie : Ed Lachman
- Musique : Carter Burwell

## Distribution
- Kate Winslet (VF : Marjorie Frantz) : Mildred Pierce
- Guy Pearce (VF : Guillaume Orsat) : Monty Beragon
- Evan Rachel Wood (VF : Élisabeth Ventura) : Veda Pierce
- Morgan Turner (VF : Alice Orsat) : Veda Pierce, jeune
- James LeGros (VF : Jérôme Pauwels) : Wally Burgan
- Melissa Leo (VF : Annie Le Youdec) : Lucy Gessler
- Brian F. O'Byrne (VF : Lionel Tua) : Bert Pierce
- Mare Winningham (VF : Évelyne Grandjean) : Ida Corwin
- Hope Davis (VF : Françoise Cadol) : Mrs. Forrester
- Diane Kagan (VF : Frédérique Cantrel) : Mrs. Pierce
- Brenda Wehle (VF : Frédérique Cantrel) : Mrs. Turner

Source et légende : Version Française (VF) sur Doublage Séries Database

## Résumés des épisodes
Épisode 1
Dans une banlieue de Los Angeles du début des années 1930, Mildred Pierce (Kate Winslet) se sépare de son mari, Bert Pierce (Brian F. O'Byrne), un homme d'affaires sur le déclin qui entretient une liaison avec une autre femme depuis quelque temps. Résigné et un peu honteux, il quitte la maison (bien qu'elle lui appartienne) et laisse Mildred seule avec leurs deux filles de 6 et 11 ans, Ray (Quinn McColgan) et Veda (Morgan Turner). Dans le contexte de la Grande Dépression, Mildred se retrouve alors en précarité financière. Elle décide de chercher du travail. Malgré les difficultés, elle peut compter sur l'aide de sa meilleure amie, Lucy Gessler (Melissa Leo). Après quelques tentatives infructueuses, elle finit par décrocher un job de simple serveuse dans une gargote du centre-ville. Tout en ravalant sa fierté, elle ne parle pas de sa situation à Veda, qui est quelque peu exigeante pour son jeune âge.
Épisode 2
Maintenant à l'aise dans son emploi de serveuse, Mildred propose un jour ses talents de cuisinière pour remplacer les mauvaises tartes servies au restaurant. Le patron accepte et, avec l'aide de sa collègue Ida (Mare Winningham) et de Lucy, elle fait bientôt fructifier les affaires de la gargote et sa propre situation.  Pleine de vie et de projets, elle souhaite ouvrir son propre restaurant grâce à son expérience de serveuse et ses compétences de pâtissière. Elle monte assez vite l'affaire avec l'aide d'un ex-collègue de Bert, Wally Burgan (James LeGros). Tout se déroule comme prévu, et Veda salue les efforts et réussites de sa mère. Mais après un week-end paisible passé au bord de la mer avec Monty un homme qu'elle a rencontré lors de son dernier jour de serveuse, Mildred apprend que sa plus jeune fille, Ray, est à l'hôpital. Atteinte d'une maladie aussi grave que fulgurante, elle succombe. Mildred, dévastée, se raccroche à l'amour qu'elle porte à Veda et que cette dernière semble lui rendre.
Épisode 3
À la suite du décès de Ray, Mildred poursuit comme elle peut son ascension. Son restaurant marche bien et elle pense bientôt à en ouvrir d'autres. Monty fait la connaissance de Veda, et se prend d'affection pour elle. Ils deviennent proches, au point que Mildred se dispute un soir avec Monty sur la conduite à tenir avec elle. De fait, Monty parle sans tabou à la jeune fille de la relation qu'il entretient avec Mildred. Peu à peu, Veda engage des rapports conflictuels et ambigus avec sa mère, bien que les gestes d'affection ne manquent pas. La jeune fille désire faire du piano. Elle prend des cours avec un vieux professeur. À Noël, une nouvelle dispute éclate entre mère et fille. Veda veut un piano que Mildred ne peut pas encore offrir malgré sa relative aisance financière. La jeune fille exprime pour la première fois le dégoût profond qu'elle a envers les choix de vie de sa mère, leur cadre de vie et autres observations puériles qu'elle peut formuler. Au nouvel an, Mildred se rend chez Monty mais le cœur n'y est pas. Ils se disputent eux aussi, Monty rejetant la générosité de Mildred en prétextant de la condescendance. En réalité, Monty se laisse aller à une vie tranquille, quelque peu malvenue étant donné ses problèmes financiers. Après avoir mis fin à leur relation, Mildred retourne chez elle et promet le piano à Veda. Secrètement, elle espère toujours gagner l'amour de sa fille.
Épisode 4
Six ans ont passé. Les affaires marchent pour Mildred, qui est toujours célibataire. Veda (Evan Rachel Wood), âgée maintenant de 17 ans, pratique toujours le piano. Mildred se rend avec Lucy à Laguna dans le but d'ouvrir un troisième restaurant. L'affaire est conclue, et c'est Lucy qui a la charge de l'établissement. Un matin, Veda apprend que son professeur de piano vient de décéder. Elle se rend avec sa mère à ses funérailles. Peu après, elle évoque un autre professeur de musique émérite avec qui elle pourrait continuer. Une audition a lieu mais le professeur, Mr Treviso (Ronald Guttman), fait comprendre à Veda qu'elle n'a aucun talent de pianiste. S'ensuit peu de temps après une discussion où Veda fait éclater toute son amertume et sa rage de n'avoir aucun talent, et renvoie à sa mère de fausses responsabilités. La question de l'argent étant toujours sous-jacente, elle annonce quelques jours plus tard qu'elle a l'idée de se lancer dans le cinéma. Elle fréquente en effet une bande d'amis ancrés dans ce milieu, et notamment un certain Sammy Forrester, dont Mildred ne tarde pas à comprendre qu'il est le petit ami de sa fille. Mais un matin, la mère de ce dernier, Mrs Forrester (Hope Davis), une femme bourgeoise pleine de mépris, vient trouver Mildred dans son restaurant. Elle exprime son refus catégorique de voir leurs enfants se fréquenter, évoquant de façon dédaigneuse le gouffre social censé les séparer. Mildred va trouver Veda afin de lui parler de cette histoire. Après une manipulation malsaine de la part de cette dernière, Mildred comprend que sa fille n'en veut qu'à l'argent de Sammy. C'est alors une nouvelle dispute qui éclate entre mère et fille. Veda réitère ses propos méprisants envers la vie privée et la carrière professionnelle de sa mère. Devant cette ingratitude totale, Mildred la chasse de la maison.
Pendant les trois années suivantes, elle n'a que de rares nouvelles de Veda par le biais de Bert. Un soir, lors d'une tournée dans son restaurant de Laguna, Mildred apprend que sa fille est devenue chanteuse d'Opéra. Elle est bouleversée en entendant sa voix à la radio.
Épisode 5
Mildred est devenue la femme d'affaires libre et aisée qu'elle voulait être. Ses trois restaurants marchent et elle est entourée de fidèles amis et collègues de travail. Mais l'absence de Veda lui pèse. Un jour, elle se rend auprès de Mr Treviso afin de participer aux frais musicaux de sa fille. Mais ce dernier la met en garde contre le tempérament de Veda, préférant qu'elle n'interfère pas dans son ascension de soprano visiblement fulgurante. Peu de temps après, Mildred tombe par hasard sur Monty, qu'elle n'a pas vu depuis leur séparation. Très vite, ils se remettent ensemble, et Mildred propose à Monty de l'aider à chercher une nouvelle maison dont elle voudrait se porter acquéreuse. Les recherches les amènent inévitablement à la grande maison de Monty, toujours partiellement fermée étant donné ses dettes. Mildred se laisse séduire par la demeure et ils décident non seulement de la réhabiliter pour y habiter mais de se marier. Une belle réception est organisée à l'occasion du mariage et Mildred a la joie de retrouver sa fille de 20 ans, qui est venue pour l'évènement. Les différends sont enterrés et Mildred désire se réinvestir dans la carrière d'Opéra très prometteuse de sa fille. Veda enchaîne de fait les prestations et enregistrements, et le succès est au rendez-vous. Grisée par ce bonheur retrouvé, Mildred dépense beaucoup d'argent, et sa fille ne s'en plaint pas. Mais bientôt, les créanciers de la femme d'affaires la mette en garde quant à la gestion de ses établissements, qui enregistrent de moins bonnes recettes depuis quelque temps. Wally lui conseille de demander à Veda de participer à l'effort collectif vu son aisance (lié à ses rémunérations de cantatrice). Mildred apprend aussi que sa partenaire et amie Ida pourrait reprendre la gestion des restaurants "Mildred's". Elle en parle à Bert, qui lui reste fidèle et souhaite la protéger de cette mauvaise passe financière. Il lui propose un rendez-vous dès le lendemain avec Veda et un avocat, et Mildred accepte. De retour à la maison, elle découvre avec horreur que Monty couche avec Veda. Monty lui avoue qu'ils sont tombés amoureux. Veda, particulièrement infecte et narcissique, insulte de nouveau sa mère. Mildred comprend alors que sa fille l'a toujours méprisée. Folle de rage et de chagrin, elle tente de tuer sa fille en l'étranglant. Veda parvient à fuir au rez-de-chaussée mais s'effondre en découvrant qu'elle a presque perdu sa voix. Mildred, anéantie, ne peut que constater ses échecs et regretter son acte.
Quelques mois plus tard, Mildred s'est remariée avec Bert et ils habitent de nouveau dans leur petite maison de Glendale. À l'occasion de cette nouvelle union, leurs amis et famille leur font une réception surprise. Veda se présente au domicile afin de les saluer. Elle n'entre pas, et Mildred et Bert vont à sa rencontre. Veda explique qu'elle part à New York avec Monty. Elle continuera à chanter, sa voix étant quasiment revenue. Mildred laisse alors éclater pour la première fois tout le dégoût qu'elle ressent envers sa perfidie et sa méchanceté. Prise au dépourvu, Veda s'en va sous la colère de sa mère, qui ne souhaite plus la revoir. Après quoi, Mildred quitte les lieux en pleurs. Bert va la rejoindre au plus vieux restaurant "Mildred's" où elle s'est réfugiée. Ils se promettent fidélité et, après avoir crié leur désamour pour Veda, se servent un verre pour oublier.

## Récompenses
- 2011 : Meilleur casting pour un téléfilm ou une mini-série au Casting Society of America Awards
- 2011 : Emmy Award de la meilleure actrice dans une mini-série ou un téléfilm pour Kate Winslet
- 2011 : Emmy Award du meilleur acteur dans un second rôle dans une mini-série ou un téléfilm pour Guy Pearce
- 2011 : Primetime Emmy Award de la meilleure musique
- 2011 : Meilleure actrice dans une mini-série ou un téléfilm à la 16e cérémonie des Satellite Awards
- 2011 : Meilleure mini-série ou meilleur téléfilm à la 16e cérémonie des Satellite Awards
- 2012 : Meilleure actrice dans un téléfilm ou dans une minisérie pour Kate Winslet à la 18e cérémonie des Screen Actors Guild Awards
- 2012 : Golden Globe de la meilleure actrice dans une minisérie ou un téléfilm pour Kate Winslet